# كابريتسو
كابريتسو في مقاطعة فربانو كوزيو أوسولا في منطقة بيدمونت الإيطالية، وتقع على بعد حوالي 120 كيلومتر (75 ميل) شمال شرق تورينو وحوالي 6 كيلومتر (4 ميل) شمال شرق فيربانيا. واعتباراً من 31 ديسمبر 2004، كان عدد سكانها 170 نسمة ومساحتها 7.3 كيلومتر مربع (2.8 ميل2).
وكابريتسو تحتوي على فرازيوني (التقسيم الفرعي) بونتي نيفيا.
تقع كابريتسو على حدود البلديات التالية: كامبياسكا وإنتراغنا ومازينة وفيجنون.
إنها مسقط رأس بالداسار فيرازي.